# Wilhelm von Opel
Adam Wilhelm Opel (von Opel från 1917), född 15 maj 1871 i Rüsselsheim, död 2 maj 1948 i Wiesbaden, var en tysk industriledare och delägare i Opel. Han införde löpande bandet i den tyska fordonsindustrin i samband med lanseringen av Opel Laubfrosch. 
Wilhelm Opel var son till Adam Opel och studerade vid Darmstadts tekniska högskola där han grundade den akademiska cykelföreningen. Han gifte sig med Marta Bade 1897 som han fick barnen Fritz von Opel och Elinor von Opel med. Wilhelm Opel var svärfar till Willy Sachs. Efter faderns död tog han över ledningen av företaget tillsammans med sin mor och fyra bröder. Wilhelm Opel sålde tillsammans med sin bror Friedrich Opel familjeföretaget till General Motors 1929. Han stannade kvar som styrelsemedlem fram till 1945. Opel gick med i NSDAP 1933 och klassades efter andra världskriget som medlöpare och dömdes att betala böter på 2000 riksmark.